# Franz Emil Anton Haldy

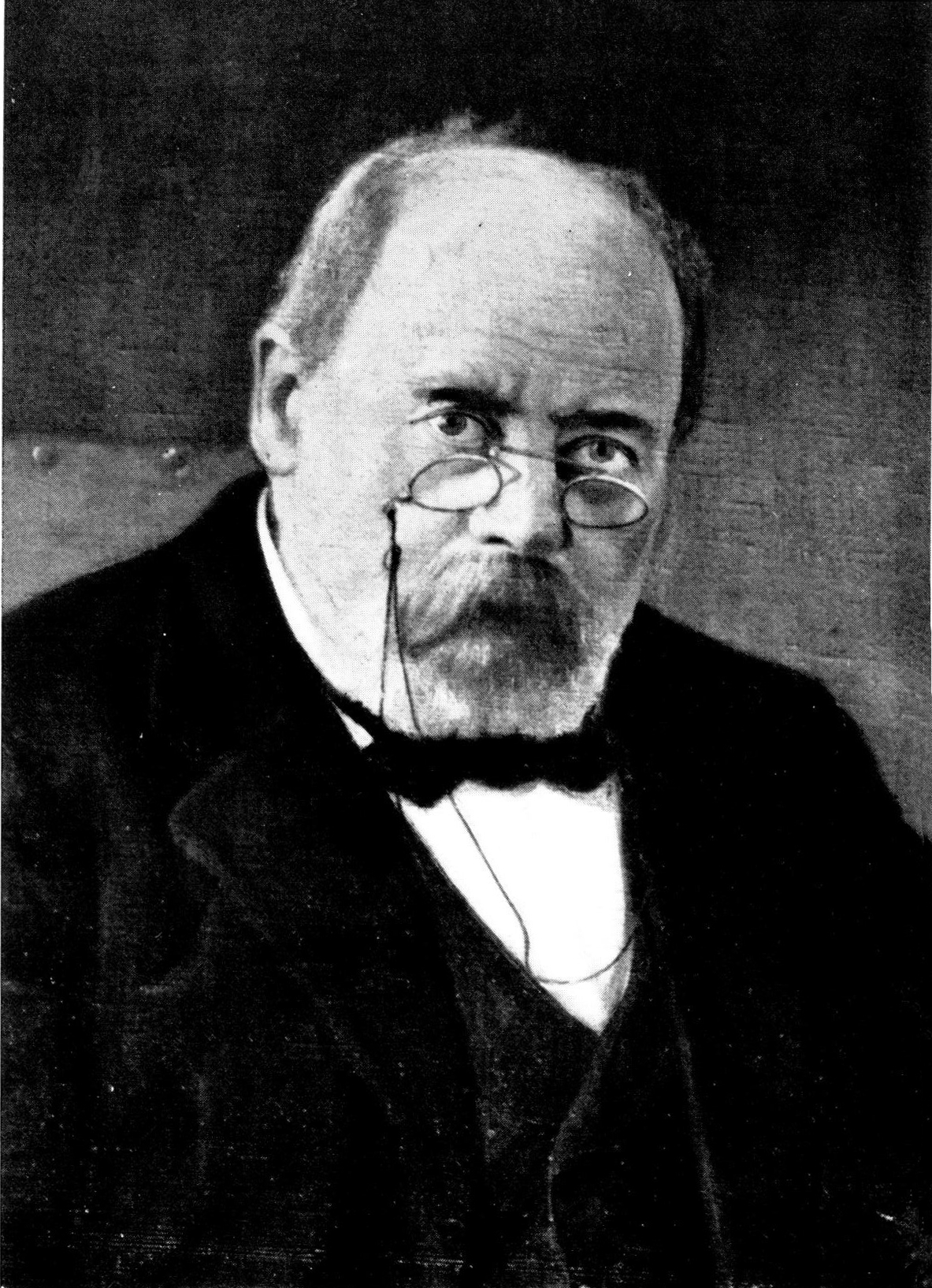
Emil Haldy

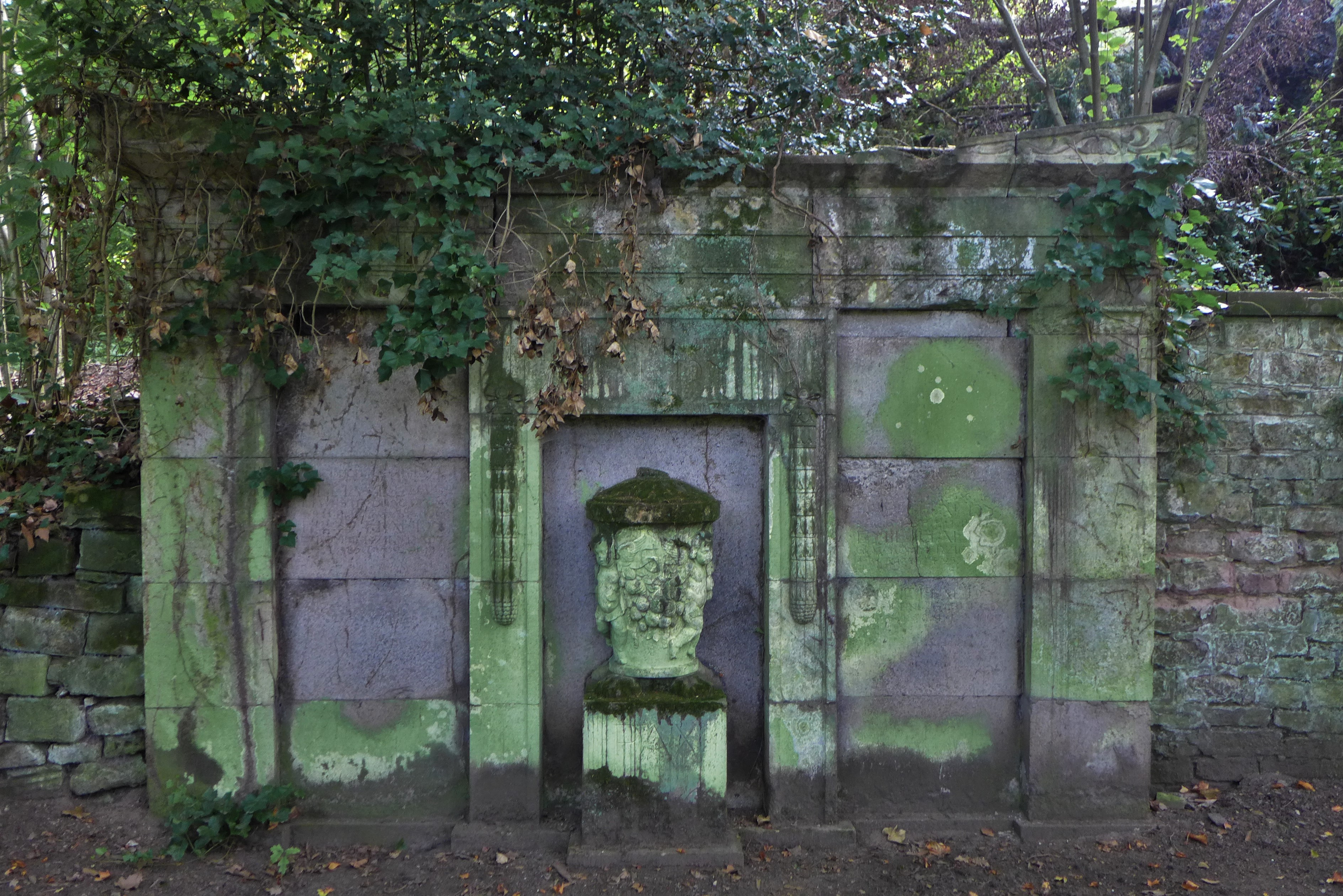
Grabmal der Familie Haldy auf dem alten Alt-Saarbrücker Friedhof

Emil Haldy (* 31. Mai 1826 in Saarbrücken, geboren Franz Emil Anton Haldy; † 25. November 1901 ebenda) war ein deutscher Kommunalpolitiker, Geheimer Kommerzienrat, Industrieller und Ehrenbürger Sankt Johanns.

## Leben
Emil Haldy entstammte einer alten und wohlhabenden Saarbrücker Kaufmannsfamilie. Er war ältester Sohn des Bankiers und Industriellen Johann Anton Haldy (1790–1867), seine Mutter war Cäcilia Emilia geb. Binger. 1848 trat Haldy gemeinsam mit seinem jüngeren Bruder Friedrich Alexander Isiodor (1828–1857) in das väterliche Unternehmen ein. Er heiratete am 30. April 1849 Charlotte Maria (1828–1902), Tochter des Preußischen Bergamtsdirektors Leopold Sello (1785–1874) in Saarbrücken. Aus der Ehe gingen die Kinder Franz Emil (1850–1916), Paul (1855–1877) und Maria (1857–1873) hervor.
Haldy wurde am 28. November 1901 auf dem Friedhof Alt-Saarbrücken beigesetzt.

## Wirken als Industrieller
Emil Haldy gilt auch als einer der namhaften Industriebarone des Saarreviers, die im Industrialisierungsboom des 19. Jahrhunderts zu sagenhaftem Reichtum gelangten. 1852 und 1854 betrieben die Gebrüder Haldy in Altenwald und Heinitz (Neunkirchen) Kokereien. Sie waren Mitte der 1850er Jahre an der Gründung der Eisenhütte in Pont-à-Mousson beteiligt, nach dem Tod seines Bruders gründete Emil Haldy im Jahre 1862 die Röhrenfabrik am gleichen Ort. 1873 war er zusammen mit seinem ältesten Sohn Franz Mitbegründer der Völklinger Eisenhütte, die er nach Stilllegung am 27. Juni 1881 aus der Versteigerung kaufte und bereits am 7. August im selben Jahr mit 35 Prozent Gewinn an Carl Röchling weiter veräußerte. Bei den 1887 gegründeten Röhrenwerken in Bous besetzte Emil Haldy einen Aufsichtsratsposten, sein Sohn Franz gehörte dem Gründungsvorstand an.

## Öffentliche Ämter
Haldy war 1864–1883 Mitglied der Saarbrücker Handelskammer und 1886 ihr stellvertretender Vorsitzender, bis er die Kammer im Streit verließ. Ab 1869 bis zum 24. November 1890 war er Mitglied im Stadtrat von Sankt Johann, bis 1887 als Beigeordneter.

## Stiftungen

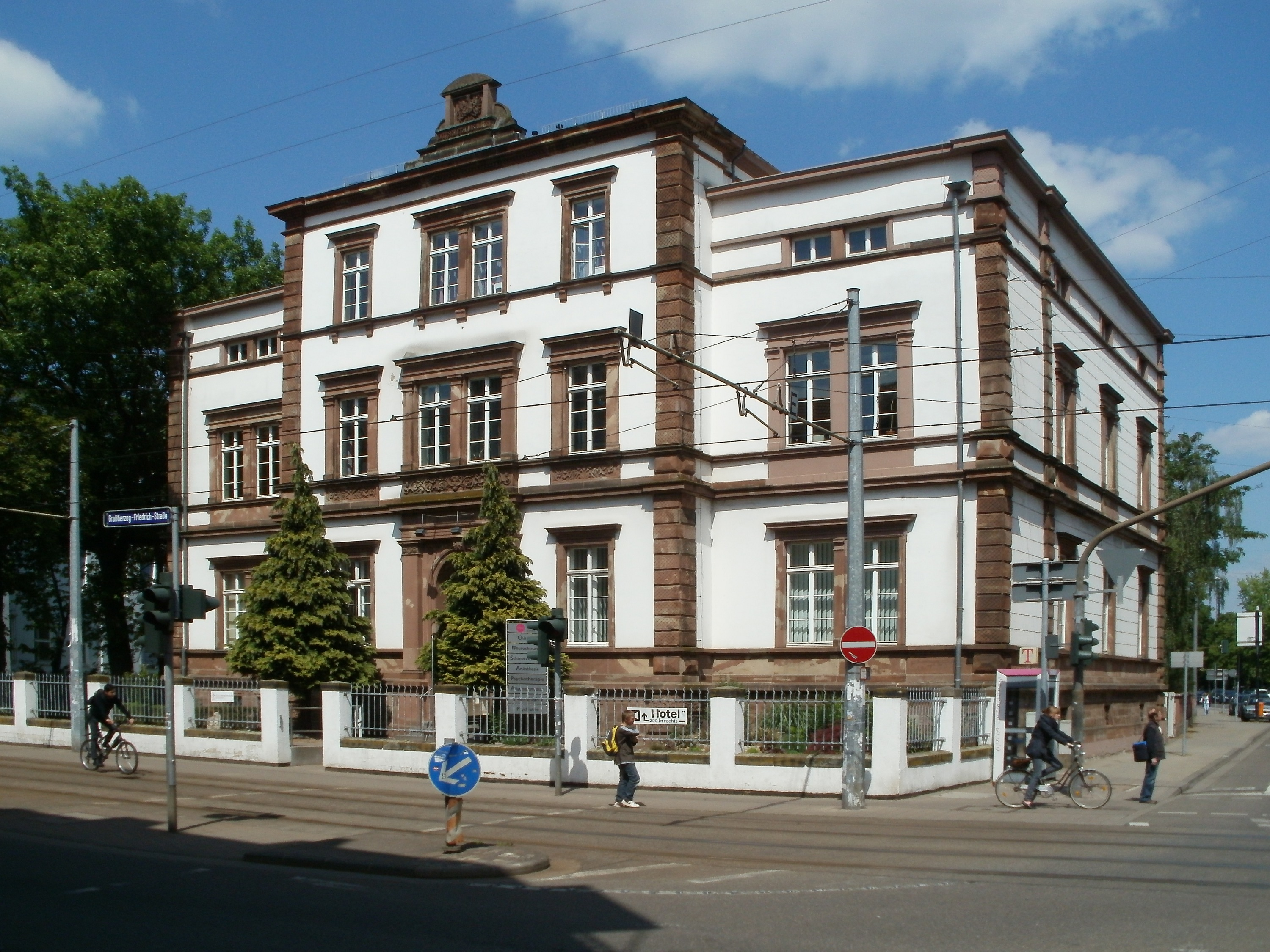
Stammhaus der Paul-Marien-Stiftung

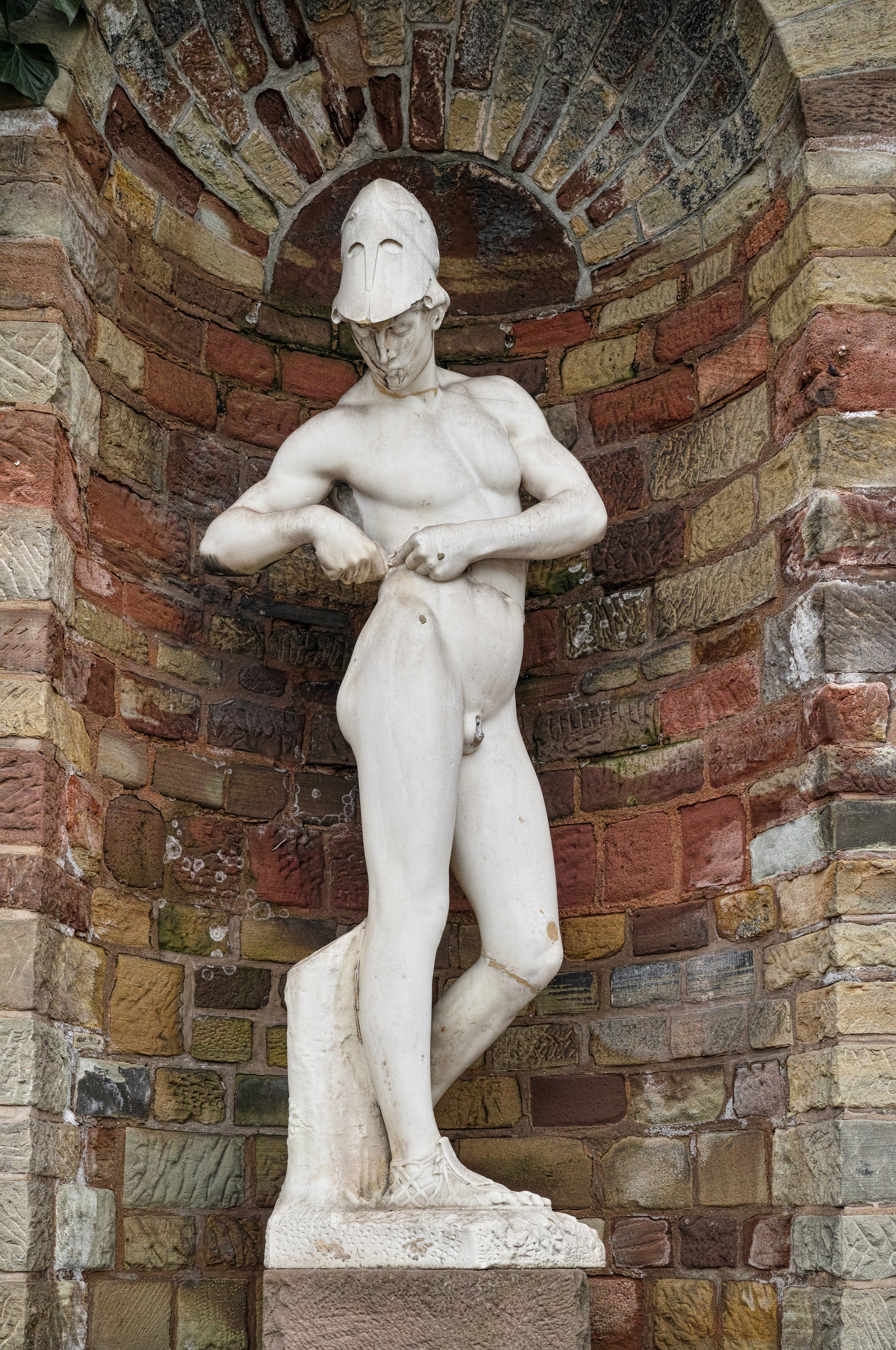
Figur des Telemachos am Fuße der Trillertreppe

### Das Paul-Marien-Stift
Aus einer selbst erfahrenen Tragödie heraus erkannte Emil Haldy auch die Notwendigkeit, der menschlichen Seite des Lebens eine über die Interessen des Vermögenserwerbs hinaus angemessenere Beachtung zu schenken. Nachdem kurz hintereinander ihre beiden jüngsten Kinder Paul und Maria frühzeitig verstorben waren, überführten die Eheleute Haldy ab 1878 große Teile ihres Vermögens in eine wohltätige Stiftung. Ihr Stammhaus wurde in der Großherzog-Friedrich-Straße als Alters- und Versorgungsheim errichtet, das den Namen Paul-Marien-Stift führte. Am 8. Mai 1894 übergab Haldy die Leitung an den amtierenden Oberpfarrer Ilse und übertrug den Besitz am Stiftungsvermögen der evangelischen Kirchengemeinde Sankt Johann. Über die nachfolgend gegründete Ilse-Stiftung fiel der Besitz schließlich 1904 an die Kommune und damit an die spätere Stadt Saarbrücken (ab 1909), welche die Einrichtung zügig zu einer Krankenanstalt ausbaute. Zum Dank ernannte man sowohl Haldy wie auch Ilse zu Ehrenbürgern. Das Gebäude gehört heute zum Komplex des Evangelischen Krankenhauses und beherbergt das Paul-Marien-Hospiz in Trägerschaft der Stiftung kreuznacher diakonie.

### Der Telemach-Brunnen
Für die ursprüngliche Bebauung des Vorplatzes des Rathauses St. Johann stiftete Haldy noch zu Lebzeiten eine Brunnenanlage mit zentraler Skulptur, die jedoch erst nach seinem Tod, im Jahre 1902 fertiggestellt werden konnte. Die in weißen Marmor gehauene Figur des jungen Telemachos, dem spätklassischen Stil der Antike Griechenlands nachempfunden, schuf Ludwig Cauer (1866–1947). Vom Stifter zwar niemals selbst erblickt, empfand die Bevölkerung jedoch die helle, nackte Gestalt stets als anstößig, so dass die ganze Anlage schließlich im Jahre 1936 mit der offiziellen Begründung "Platzmangel" seitens der Stadtverwaltung demontiert wurde. Das so freigewordene Areal wurde niemals mehr bebaut. Die nach dem Krieg im Bauschutt wiederentdeckte Statue stand zunächst an wenig prominenter Stelle im Schlossgarten, bevor sie 1976 in einer am Fuße der Trillertreppe errichteten Nischenwand – ohne Zusammenhang zur ursprünglichen Brunnenkonzeption – in der Vorstadtstraße ihren endgültigen Platz fand.

## Ehrungen
- Ernennung zum Geheimen Kommerzienrat
- Ernennung zum Ehrenbürger von Sankt Johann (15. März 1897)